# Myra Hess
Dame Julia Myra Hess (Londra, 25 febbraio 1890 – Londra, 25 novembre 1965) è stata una pianista inglese.

## Biografia
Hess nacque nel South Hampstead, Londra, da una famiglia di origine ebraica. Era la più giovane di quattro figli e iniziò a prendere lezioni di pianoforte all'età di cinque anni. Iniziò a studiare alla Guildhall School of Music e successivamente alla Royal Academy of Music, con Tobias Matthay.

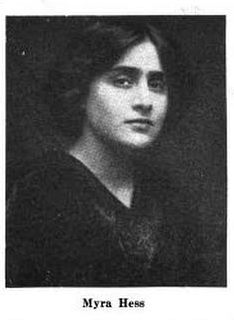
Hess nel 1921

Il suo debutto avvenne nel 1907, quando eseguì il Concerto per pianoforte n.4 di Beethoven, sotto la direzione di Thomas Beecham. Proseguì il suo tour attraverso la Gran Bretagna, i Paesi Bassi e la Francia; al momento del suo debutto americano, avvenuto a New York il 24 gennaio 1922, era già diventata nota negli Stati Uniti.
Acquisì ulteriore fama durante la seconda guerra mondiale quando, con tutte le sale da concerto chiuse di notte per evitare di essere prese di mira dai bombardieri tedeschi, organizzò una serie di concerti, svolti a mezzogiorno, presso la National Gallery a Trafalgar Square. Per il suo contributo nel mantenere alto il morale della popolazione londinese, le fu riconosciuto il titolo di Dama di Commenda dell'Impero Britannico (DBE) nel 1941, dopo aver precedentemente ricevuto un CBE nel 1936.
Nel 1946 Arturo Toscanini invitò Hess ad esibirsi con la NBC Symphony Orchestra a New York; secondo il biografo di Toscanini, Mortimer Frank, dopo che Hess e il direttore non erano riusciti a trovare un accordo sull'esecuzione del Concerto n°5 per pianoforte di Beethoven, decisero di eseguire il Concerto n°3 dello stesso autore. Il concerto fu trasmesso il 24 novembre 1946.
Hess era nota soprattutto per le sue interpretazioni delle opere di Mozart, Beethoven e Schumann, ma aveva un vasto repertorio che comprendeva Domenico Scarlatti fino ad autori più contemporanei. Eseguì la prima della Sonata per pianoforte di Howard Ferguson e successivamente il suo Concerto per pianoforte e orchestra. Ha inoltre suonato una buona quantità di composizioni per musica da camera, esibendosi in duo pianistico con Irene Scharrer.
Suo un noto arrangiamento per pianoforte del preludio Corale Jesus bleibet meine Freude, conosciuto come O Gesù mia gioia, dalla Cantata 147 Herz und Mund und Tat und Leben di Johann Sebastian Bach.
Nel settembre 1961, Hess suonò il suo ultimo concerto pubblico alla Royal Festival Hall di Londra. Fu costretta al ritiro dopo aver subito un ictus all'inizio del 1961 che le lasciò un danno cerebrale permanente. Durante i suoi ultimi anni, si dedicò all'insegnamento seguendo pochi allievi, tra cui Stephen Kovacevich.
Hess morì il 25 novembre 1965 nella sua casa a Londra, all'età di 75 anni, per un attacco cardiaco.